# گیزلا هان
گیزلا هان (انگلیسی: Gisela Hahn؛ زادهٔ ۱۳ مهٔ ۱۹۴۳) بازیگر اهل آلمان است. وی از سال ۱۹۶۴ میلادی تاکنون مشغول فعالیت بوده‌است.
از فیلم‌ها یا برنامه‌های تلویزیونی که وی در آن نقش داشته است، می‌توان به دانشجو، گراویدا، پالرمو یا وولفسبورگ، جو موزفروش، به من میگن ترینیتی، شکارچی اهریمن و آموزگار جایگزین اشاره کرد.